# Nervoso
Nervoso (né le 19 juin 2001) est un étalon de robe bai foncé, inscrit au stud-book du Selle français. Il est monté en saut d'obstacles par Bruno Broucqsault jusqu'au niveau des CSI5*. Il devient ensuite reproducteur, père notamment d'Urvoso du Roch.

## Histoire
Il naît le 19 juin 2001 près de Rennes, pour le compte d'Emilienne et de Bruno Chassaing, dont les élevages sont en Ille-et-Vilaine, près de Rennes en Bretagne,. Bruno Chassaing est à la fois son propriétaire et son éleveur ; il possède la moitié de Nervoso, l'autre moitié appartenant à son cavalier.
Il participe au championnat du monde des chevaux de 6 ans à Lanaken. Il est monté par le cavalier Bruno Broucqsault, qui l'amène au niveau des Concours de saut internationaux cinq étoile (CSI5*). Il remporte notamment le CSI3* de Lons le Saunier. En décembre 2013, il est mis en retraite sportive et voué à l'élevage. Bruno Chassaing explique ce choix par une blessure survenue lors d'un Grand Prix en 2011, dont Nervoso n'a jamais récupéré complètement.

## Description
Nervoso est un étalon de robe bai foncé, inscrit au stud-book du Selle français. Il mesure 1,72 m.

## Palmarès
Il atteint un indice de saut d'obstacles (ISO) de 170 en 2010.

## Origines
C'est un fils de l'étalon Le Tot de Semilly. Sa mère Estrella del Dia est une fille de Galoubet A, lui-même fils d'Almé. Il est donc issu du croisement entre deux excellentes souches paternelles, les mêmes que celles qui ont donné Itot du Château. C'est un Selle français originel, signifiant qu'il ne compte pas d'ancêtres d'origine étrangère.

## Descendance
Il est le père de Vidocq de Paline (par Quaprice Boimargot, Quincy, holst), monté par Reynald Angot, et d'Urvoso du Roch.
Son fils Vigo Massuère est champion de France des chevaux d'obstacle de 4 ans en 2013.